# Rue Madeleine-Marzin
Pour les articles homonymes, voir Marzin.
La rue Madeleine-Marzin est une voie du 20e arrondissement de Paris, en France.

## Situation et accès
La rue Madeleine-Marzin est une voie publique située dans le 20e arrondissement de Paris. Elle débute au 57, rue du Volga et se termine au 128, rue d'Avron.

## Origine du nom
Cette voie rend hommage à la résistante communiste Madeleine Marzin (1908-1998) qui s'est illustrée notamment dans la manifestation de la rue de Buci contre le rationnement du 31 mai 1942,.

## Historique
Cette rue a pris sa dénomination actuelle par un arrêté municipal du 30 janvier 2006 et a été inaugurée le 15 juin 2009. 